# Porites nigrescens
Porites nigrescens är en korallart som beskrevs av James Dwight Dana 1846. Porites nigrescens ingår i släktet Porites och familjen Poritidae. IUCN kategoriserar arten globalt som sårbar. Inga underarter finns listade i Catalogue of Life.